# كاميرون بوريل
كاميرون بوريل (بالإنجليزية: Cameron Burrell)‏ هو منافس ألعاب قوى أمريكي، ولد في 11 سبتمبر 1994 في أتلانتا في الولايات المتحدة.

## وصلات خارجية
- كاميرون بوريل على موقع الاتحاد الدولي لألعاب القوى (الإنجليزية)
- كاميرون بوريل على موقع الدوري الماسي (الإنجليزية)
- كاميرون بوريل على موقع TFRRS.org (الإنجليزية)